# Carmen de Mairena
Carmen Brau Gou, conocida como Carmen de Mairena (Barcelona, 29 de octubre de 1933-ibidem, 22 de marzo de 2020), fue una popular tonadillera transexual y personalidad televisiva española.
Desde mediados de los años cincuenta hasta la Transición, cuando comenzó a vivir como mujer, tuvo una carrera de éxito como cantante de copla y tonadilla en salas de Barcelona. A partir de los años noventa ganó popularidad a nivel nacional por sus apariciones televisivas de carácter cómico en programas como Crónicas marcianas. En los años siguientes realizó incursiones puntuales en el mundo del cine, la canción humorística y la política.

## Biografía

### Inicios y carrera como cantante
Hija de aragonés y catalana, nació con el nombre de Miguel Brau Gou en 1933 en el barrio de Sarriá de Barcelona. A los doce años, trabajó como chico de los recados en una farmacia del paseo de la Bonanova, donde entretenía a las clientas con canciones y bailes. A los dieciséis años actuó como extra cinematográfico en varias películas de la productora de Iquino, cobrando setecientas pesetas por película. En 1959 debutó como artista de variedades en varios locales de Barcelona, siendo el primero de ellos la sala Ambos Mundos. De allí pasó a Café Nuevo, donde permaneció cuatro temporadas. A partir de ese momento empezó a actuar en otros locales barceloneses, como el Copacabana (hoy Museo de Cera de Barcelona), la Bodega Apolo o Ciro's, lo que le permitió obtener cierto renombre como cantante de tonadilla y copla.
Mantuvo una relación sentimental con el cantante Pedrito Rico antes de que este iniciara su gira por América. Debido a esta relación, ambos fueron detenidos en los años 1960. Debido a los malos tratos recibidos en prisión, sufrió una dolencia que le impidió trabajar en el mundo del espectáculo durante un año. Durante este periodo trabajó como peón junto a su padre en Gavá. Una vez repuesta retomó sus galas en locales barceloneses como el Whisky Twist, Patio Andaluz, Macarena de Flamenco (donde ofrecía un espectáculo con gitanos y guitarras), Gambrinus o Barcelona de Noche. En esta época actuó junto a otros cancioneros de la época (Antonio Amaya, Miguel de los Reyes, Pedrito Rico, Tomás de Antequera) y conoció a Paquita Rico, Carmen Sevilla, Marujita Díaz y a Mikaela.

### Transición y éxito en televisión

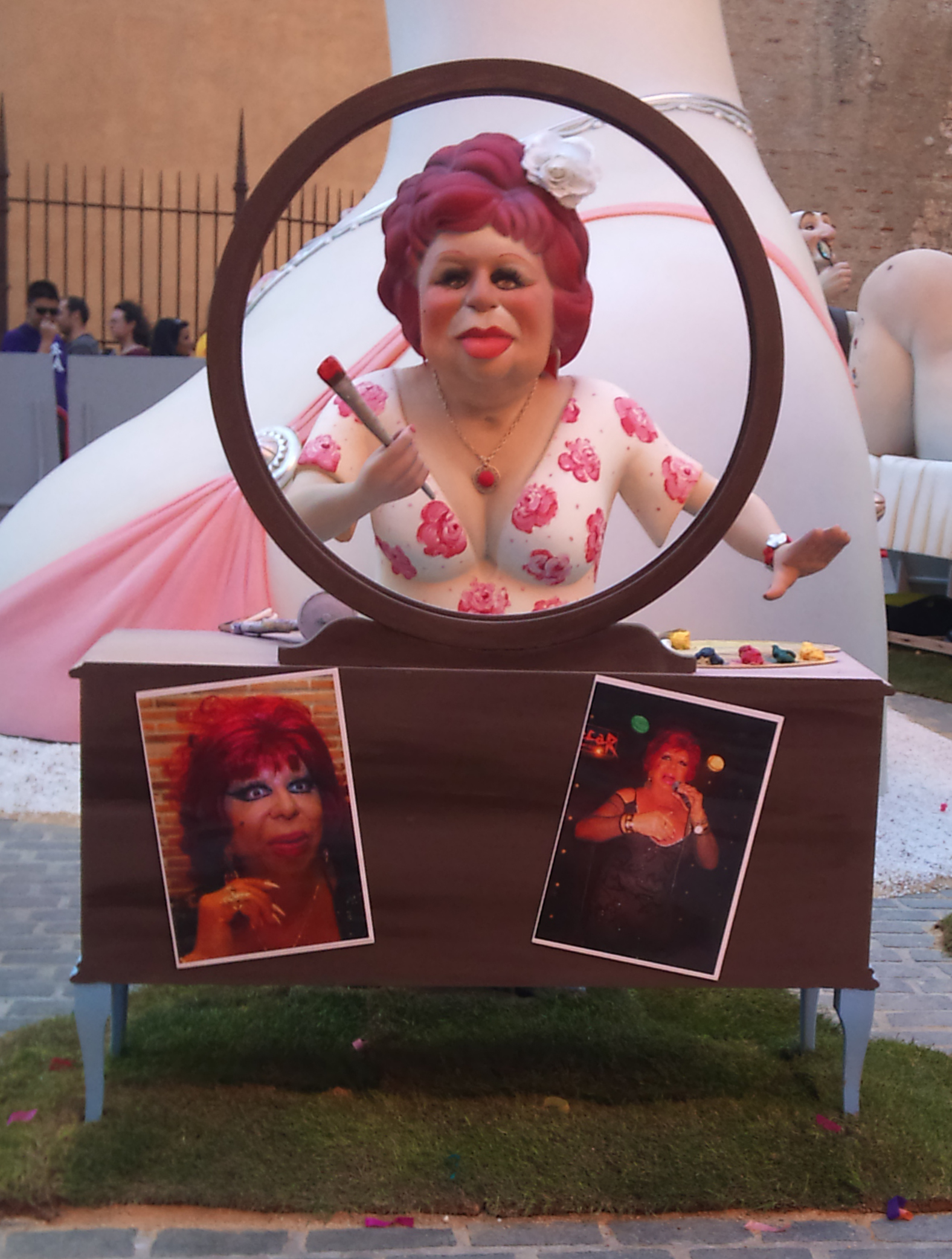
Ninot de Carmen de Mairena en una falla valenciana.

En la década de 1970 comenzó a vivir públicamente como mujer. Recibió inyecciones de silicona líquida de forma clandestina en cara, pecho y caderas, en un momento en que se encontraba en vigor la Ley de peligrosidad social, que perseguía a las personas transgénero. Su transición no tuvo buena aceptación entre su público, lo que le supuso un fracaso en su carrera, que le llevó a ejercer la prostitución en el barrio chino de Barcelona (El Raval), donde vivió buena parte de su vida. Tras varios años regresó a los escenarios con espectáculos de transformismo en los que imitaba a Sara Montiel y a Marujita Díaz, ya como Carmen de Mairena.
A principios de los años noventa acompañó a un amigo a un casting para el programa Força Barça, y resultó contratada. En él conoció a Javier Cárdenas, con quien empezó su carrera televisiva mientras seguía actuando. Junto a él adquirió fama a nivel nacional en programas como Al ataque de Alfonso Arús (1992-1993) y Crónicas Marcianas de Javier Sardà (1997-2005), y participó en FBI: Frikis Buscan Incordiar (2004). A raíz de estas apariciones fue caracterizada como friki televisiva, una etiqueta que ella rechazó. También protagonizó dos películas pornográficas en 2003 y 2005, y los documentales Barrio chino (1990) y Yo soy así (2000).

### Años finales
En noviembre de 2006 y en octubre de 2008, fue detenida en sendas macrooperaciones policiales contra redes de proxenetas, en El Raval, que obligaban a mujeres rumanas a ejercer la prostitución. Carmen de Mairena fue la única de las arrestadas que fue puesta en libertad, en las dos ocasiones, al no existir riesgo de fuga. Se le acusó de favorecer la prostitución por alquilar habitaciones de su casa de la calle San Ramón para que ejercieran allí las prostitutas, cobrando dinero en metálico por cada servicio.
Carmen de Mairena siguió apareciendo de forma ocasional en televisión: en octubre de 2009 interpretó el papel de Francisco Franco en un espacio del programa El Intermedio de El Gran Wyoming (La Sexta), en la Nochevieja de ese mismo año colaboró en el programa especial de la cadena local catalana 25tv y durante 2010, colaboró en diversas ocasiones con Sálvame Deluxe de Telecinco.
En 2010 se presentó a las elecciones al Parlamento de Cataluña por la circunscripción de Barcelona como número dos del partido político Coordinadora Reusenca Independent (CORI). La CORI obtuvo 6 990 votos, y no obtuvo representación en el Parlamento de Cataluña, siendo el décimo cuarto partido más votado. En 2017, Carlota Juncosa escribió el libro/cómic Carmen de Mairena. Una biografía, en la que la autora relató sobre sus encuentros con Mairena, mantenidos en un intento frustrado de escribir su biografía.

### Fallecimiento
Desde (fecha indeterminada) hasta noviembre de 2012 fue trasladada a un piso de emergencia social en el Raval, en el cual vivía en condiciones muy precarias e insalubres. A finales de 2012 y a causa de un problema de salud, fue ingresada en el hospital y luego fue trasladada a una residencia por sus familiares, donde recibió los cuidados que precisaba dado sus problemas de movilidad y desatención generalizada. Los objetos personales de la artista, como cuadros y fotos que conservaba en su casa, aparecieron tirados en la calle a principios de 2016. Carmen de Mairena falleció el 22 de marzo de 2020, a los 87 años en un hospital en Barcelona por causas naturales, según lo revelaron sus amigos más cercanos a través de su cuenta de Instagram.

## Discografía

### Álbumes de estudio
- Con El Tricutricu (1996).
- Yo soy la copla (compilación) (2003).

### Sencillos
- "¡Que yo soy esa!".

## Filmografía

### Largometrajes
- Los Tarantos (1963).
- Barrio chino (1990).
- Semos peligrosos (uséase Makinavaja 2) (1993).
- Yo soy así (2000).
- FBI: Frikis Buscan Incordiar (2004).
- Mónica del Raval (2009).
- Torrente 4: Lethal Crisis (2011).

### Cortometrajes
- Todo lo sólido (2001).
- De Carmen a Carmen (2004).

### Programas de televisión
- Força Barça (1990).
- Al ataque (1992-1993).
- El chou (1994).
- Crónicas Marcianas (1997-2005).
- Toni Rovira y tú (1999).
- ¿Dónde estás corazón? (2003).
- El Intermedio (2009).
- Especial Nochevieja 25tv (2009).
- Sálvame Deluxe (2010).